# Antonio Rubinos Pérez
Antonio Rubinos Pérez (Madrid, Comunitat de Madrid, 11 de juny de 1969) és un exàrbitre de futbol de la Primera Divisió d'Espanya. Pertanyia al Comitè d'Àrbitres de la Comunitat de Madrid.

## Trajectòria
Va debutar en Primera Divisió d'Espanya el 25 de gener de 1997 en el parrtit que va enfrontar el Club de Fútbol Extremadura contra el Real Club Deportivo de La Corunya (1-0), quan en estar actuant com a quart àrbitre va haver de substituir l'àrbitre principal. El seu debut oficial en Primera Divisió d'Espanya va ser el 15 de setembre de 2002 en el Club Esportiu Alabès - Real Racing Club. Va ser elegit àrbitre internacional de la FIFA a finals de 2006, juntament amb César Muñiz Fernández. El 2011 és descendit a segona divisió pel Comitè Tècnic d'Àrbitres (CTA), però en funció de l'article 173.2 del reglament de la RFEF passa a arbitrar futbol base del seu àmbit autonòmic de residència.
Va dirigir el partit d'anada de la Supercopa d'Espanya de 2009 entre l'Athletic Club i el Futbol Club Barcelona (1-2).
En el període 2015-2018 va ser gerent de l'Institut de Química Física Rocasolano (IQFR) del CSIC. Durant el seu mandat va tenir lloc el conegut com a cas UVAS, un assumpte de potencials irregularitats entorn d'una missió científica a bord del satèl·lit espanyol SeoSat/Ingenio que estava sent desenvolupat per un dels grups de recerca de l'IQFR.
En 2018 va ser designat adjunt a la presidència del Comitè Tècnic d'Àrbitres.

## Temporades
| Categoria                                       | País    | Any       |
| ----------------------------------------------- | ------- | --------- |
| Tercera d'Afeccionats de la Comunitat de Madrid | Espanya | 1986-1987 |
| Segona d'Afeccionats de la Comunitat de Madrid  | Espanya | 1987-1989 |
| Primera d'Afeccionats de la Comunitat de Madrid | Espanya | 1989-1990 |
| Preferent de la Comunitat de Madrid             | Espanya | 1990-1992 |
| Tercera Divisió                                 | Espanya | 1992-1995 |
| Segona Divisió "B"                              | Espanya | 1995-2000 |
| Segona Divisió                                  | Espanya | 2000-2002 |
| Primera Divisió                                 | Espanya | 2002-2011 |